# Гондра, Мануэль
Мануэль Гондра Перейра (исп. Manuel Gondra Pereira; 1 января 1871, Вильета — 8 марта 1927, Асунсьон) — парагвайский политик, дважды президент Парагвая. Филолог, лингвист, историк и эссеист, Гондра был фигурой большого политического значения в истории Парагвая.

## Ранние годы
Гондра родился 1 января 1871 года, по одним данным, в Буэнос-Айресе, откуда он младенцем был перевезен в родную деревню его матери, Ипане, по другим — даже непосредственно в лодке на пути из Аргентины в Парагвай. Однако большинство авторов уверены, что Мануэль Гондра родился в парагвайской Вильете, в семье аргентинца Мануэля Гондра Алькорта и парагвайки Хосефы Нативидад Перейра. В Виллете Гондра начал учёбу, а затем переехал в Асунсьон, где завершил своё среднее образование в Национальном колледже в 1900 году. С юных лет он увлекался грамматикой, литературой и географией и отличался феноменальной памятью.
Гондра поступил на факультет права и социальных наук университета Асунсьона, но бросил учёбу, занявшись преподаванием, политикой и журналистикой. Он был одним из основателей газеты El Tiempo, сотрудничал с газетами The Independent, La Prensa, El Diario и был самым ярким и авторитетным журналистом Парагвая своего времени.

## Политическая карьера
С августа 1905 года по июль 1908 года он служил чрезвычайным и полномочным послом в Бразилии. В июле 1908 года, по возвращении из Рио-де-Жанейро, он вступил в Лигу молодежи в составе Либеральной партии Парагвая, а в октябре 1908 года был назначен министром иностранных дел.
14 мая 1910 года Гондра был провозглашен кандидатом в президенты. 25 ноября 1910 года он выиграл выборы и стал Президентом Парагвая. Однако несмотря на усилия Гондры, его оппоненты попытались лишить его власти. 17 января 1911 года (через месяц после инаугурации) Гондра был отправлен в отставку Конгрессом. После этого он был направлен полномочным послом в Вашингтон.
15 августа 1920 года Гондра занял пост Президента во второй раз, но вновь был вынужден покинуть его досрочно 29 октября 1921 года. Гондра был одним из главных сторонников разнообразия и равенства, прав человека и ликвидации дискриминации по отношению к другим национальностям. Он представлял Парагвай на V Панамериканской конференции, состоявшейся в Сантьяго в 1924 году, где добился оглушительного успеха: его Конвенция об обязательности арбитража между латиноамериканскими странами как способе недопущения войн ан континенте была принята единогласно без единой поправки.
Мануэль Гондра жил скромно и умер в бедности. Известно, что будучи Президентом, он ходил на работу пешком, не любил политику и не стремился к власти. Всякий раз, когда выдавалась свободная минута, Гондра отправлялся в библиотеку, чтобы читать и размышлять. Его личная библиотека была одной из самых ценных в Парагвае и после его смерти была приобретена университетом Остина в Техасе.
Окруженный уважением своих сограждан, Гондра умер в Асунсьоне 8 марта 1927 года. В соответствии с его последней волей, его останки были захоронены в деревне Ипане, в его родовом имении.